# Милашинович, Степан
Степан «Шилё» Милашинович (серб. Стјепан "Шиљо" Милашиновић; 2 октября 1910, Прибич — 14 ноября 1941, Павлча-Драга) — югославский партизан времён Народно-освободительной войны, Народный герой Югославии.

## Биография
Родился 2 октября 1910 в селе Прибич в крестьянской семье. Жил в Карловаце, работал на кожевенной фабрике, состоял в рабочем профсоюзе. В 1936 году добровольцем отправился в охваченную гражданской войной Испанию помогать республиканцам, в 1937 году принят в КПЮ.
После войны Милашинович был брошен во французский лагерь, на родину вернулся только в августе 1941 года. Вступил в партизанское движение, был отправлен ЦК КПЮ на Кордун и возглавил там партизанский батальон. 19 и 20 сентября 1941 участвовал в совещании партизан Кордуна и Бановины на Петровой горе в селе Джодани.
14 ноября 1941 во время боя с итальянцами в Плавче-Драге был убит. 8 июля 1951 посмертно награждён орденом Народного героя Югославии.